# Daria Widawska
Daria Widawska (nacida el 1 de mayo de 1977 en Gdańsk, Polonia) es una actriz polaca.

## Filmografía
- 2018 : Las plagas de Breslavia (como Magda Drewniak/Iwona Bogacka)
- 2008-2009: 39 i pół (como Anna)
- 2007 : Mamuśki (como Zyta)
- 2007 : Hania (como la preceptora)
- 2006 : Hela w opałach (como Zofia)
- 2006 : Faceci do wzięcia (como Basia Gołębiewska)
- 2006 : Egzamin z życia (como Adrianna)
- 2005 2007 : Magda M. (como Agata Bielecka)
- 2005 : Klinika samotnych serc (como Monika)
- 2004 : Na dobre i na złe (como Tomaszewska)
- 2003 : Tygrysy Europy (como Karolcia)
- 2003-2006 : Na Wspólnej (como recepcionista)
- 2003 : M jak miłość (como Beata)
- 2000 : Twarze i maski (como la joven actriz)
- 1999 : Tygrysy Europy (como Karolcia)